# Мирке (Врхника)
Мирке (словен. Mirke) је насељено место у општини Врхника, Средњесловенска регија, Словенија.

## Историја
До територијалне реорганизације у Словенији било је у саставу старе општине Врхника.

## Становништво
У попису становништва из 2011. године, Мирке је имало 111 становника.
| Број становника према пописима | Број становника према пописима | Број становника према пописима |
| ------------------------------ | ------------------------------ | ------------------------------ |
| 1991                           | 2002                           | 2011                           |
| 99                             | 101                            | 111                            |

Напомена: Године 2016. извршена је мала размена територија између насеља Хлевни Врх, Лавровец, Лазе, Логатец, Петковец, Прапротно Брдо, Ровте и Заплана (Логатец) и Јеринов Грич, Маринчев Грич, Мирке, Мизни Дол, Подлипа, Презид, Смречје, Стрмица, Трчков Грич, Врхника, Заплана и Заврх при Боровници (Врхника).